# Mura di Prato

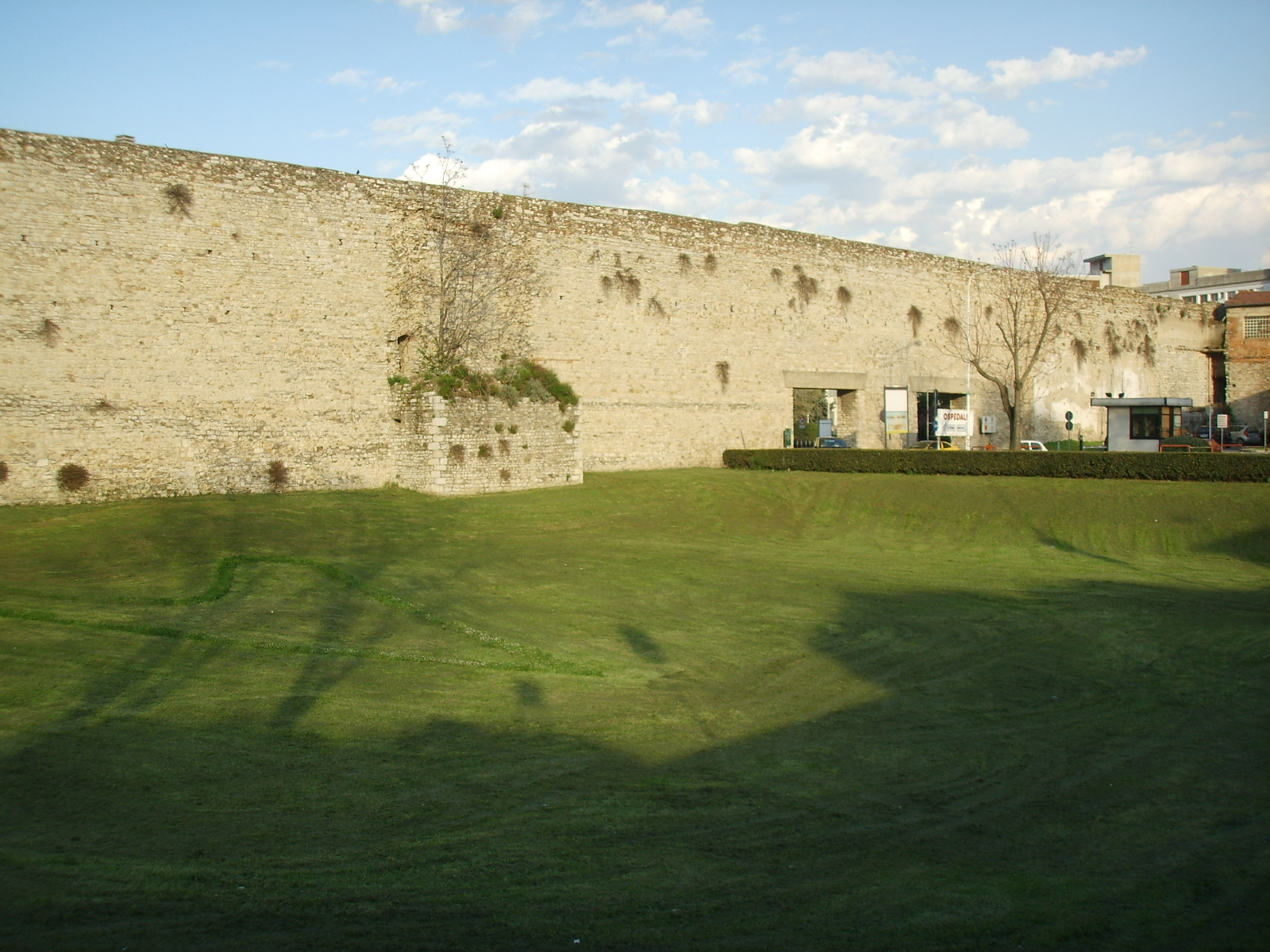
Muraille près de l'hôpital

Les Mura di Prato désignent l'enceinte fortifiée autour du centre historique de la ville de Prato en Toscane.
Elles ont été construites entre  1300 et 1350 quand la cité devint une commune libre, et interrompues pendant l'épidémie de peste qui ravagea l'Europe.
La partie manquante (de la piazza San Marco à la Porta Santa Trinita) a été terminée sous la seigneurie de Florence.
Au XVIe siècle, avec l'apparition des armes à feu, 6 bastions furent ajoutés aux sommets de l'hexagone qu'elles forment, et les créneaux enlevés. Des renforts soignés par les Florentins après les dégâts du sac de Prato.
Initialement 6 portes en permettaient l'accès :
- Porta al Serraglio, abattue au XIXe siècle pour permettre le passage de la ligne ferroviaire  Florence-Pistoia.
- Porta Mercatale par le Ponte Mercatale
- Porta Fiorentina (abattue au XIXe siècle)
- Porta Santa Trinita
- Porta Leone (abattue au XIXe siècle)
- Porta Pistoiese

Une nouvelle porte la Porta Frascati a été ouverte pendant la période fasciste.

## Sources
- (it) Cet article est partiellement ou en totalité issu de l’article de Wikipédia en italien intitulé « Mura di Prato » (voir la liste des auteurs).